# Королі Непалу

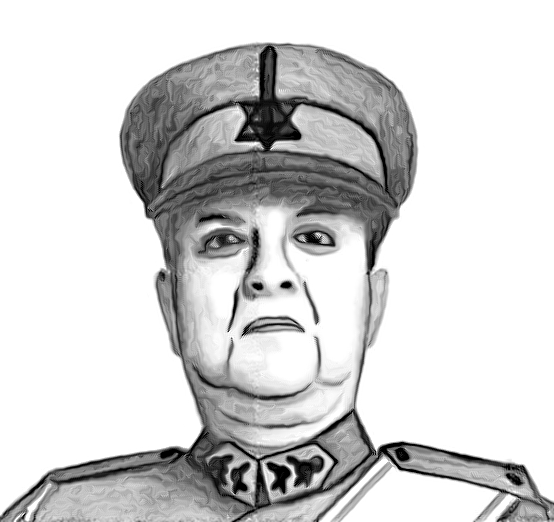
Останній король Непалу Г'янендра Бір Бікрам Шах Дев

Король Непалу був очільником Королівства Непал з моменту його об'єднання у 1768 році до перетворення держави на республіку в 2008 році. Всі королі походили з династії Шах:
- Прітхві Нараян Шах (25 вересня 1768 — 11 січня 1775, правитель області Гуркха з 1734)
- Пратап Сінґх Шах (11 січня 1775 — 17 листопада 1777)
- Рана Багадур Шах (17 листопада 1777 — 8 березня 1799, зрікся престолу)
- Гірван Юдха Бікрам Шах (8 березня 1799 — 20 листопада 1816)
- Раджендра Бікрам Шах (20 листопада 1816 — 12 травня 1847, зрікся престолу)
- Сурендра Бікрам Шах (12 травня 1847 — 17 травня 1881)
- Прітві Бір Бікрам Шах (17 травня 1881 — 11 грудня 1911)
- Трібхуван Бір Бікрам Шах (11 грудня 1911 — 7 листопада 1950, у вигнанні в Індії з 7 листопада 1950 до 7 січня 1951)
- Г'янендра Бір Бікрам Шах Дев (7 листопада 1950 — 7 січня 1951)
- Трібхуван Бір Бікрам Шах (7 січня 1951 — 13 березня 1955)
- Махендра Бір Бікрам Шах (14 березня 1955 — 31 січня 1972)
- Бірендра Бір Бікрам Шах Дев (31 січня 1972 — 1 червня 2001, вбитий принцом Діпендрою)
- Діпендра Бір Бікрам Шах Дев (1 червня 2001 — 4 червня 2001, де-юре король протягом трьох днів, перебував у комі після спроби самогубства)
- Г'янендра Бір Бікрам Шах Дев (1 червня 2001 — 28 травня 2008, останній король Непалу)

З 28 травня 2008 Непал є федеративною демократичною республікою.